# Помпено-акумулираща водноелектрическа централа
Помпено-акумулираща водноелектрическа централа (ПАВЕЦ)
е водноелектрическа централа, използваща многократно енергията на водна маса за произвеждане на електричество, имаща възможност да изпомпва вода от по-ниско разположен водоем обратно в основния горен.

## Принцип на работа
За разлика от класическата ВЕЦ, при която водата, намираща се във водоем, минавайки през турбината и произвеждайки електроенергия – продължава пътя си, при ПАВЕЦ са налице два водоема с разлика във височината, на която са разположени. В часовете, когато енергийната система е натоварена и е необходимо производството на енергия, по класическия за ВЕЦ начин водата от горния водоем минава през турбините и ги задвижва, произвеждайки електроенергия. Разликата е, че тя остава събрана в по-ниския водоем. В часовете, когато енергийната система е ненатоварена (например нощем или в други часове със слаба консумация) използвайки евтината електроенергия от ненатоварен режим на системата, специални помпи връщат водата обратно в горния водоем. Това дава възможност същата вода да бъде използвана отново през следващ момент, когато е необходимо производства – в натоварени часове.
Ползата от съществуването на ПАВЕЦ става все по-голяма в съвременността, поради нарастването на ролята на енергоизточниците с природна възобновяема енергия – например слънчеви и вятърни. При тях основен проблем е, че те могат да произвеждат енергия само когато източникът им – слънце или вятър – е налице, а това не може да съвпадне с моментите, когато е налице голяма консумация, която да я използва. Това налага необходимостта енергийната система по някакъв начин да запази (акумулира) тази енергия за моменти с голяма консумация. Наличието в една енергийна система на ПАВЕЦ прави нейната ефективност много по-добра, покривайки пиковете в товаровата диаграма на потреблението, произвеждайки т.нар. пикова енергия. За разлика от тях, малките руслови ВЕЦ произвеждат т.нар. базова енергия, покривайки основната част на товаровата диаграма.
Най-често използвани турбини са от типа помпа и турбина (Турбина на Францис)
ПАВЕЦ се строят при подходящ терен, където съществуват или е възможно да бъдат изградени два водоема – долен и горен. Също така има и такива които използват изоставени минни съоръжения, с които се цели да се увеличи броят на възможните помпени инсталации.

## ПАВЕЦ в България
- ПАВЕЦ Белмекен
- ПАВЕЦ Чаира
- ПАВЕЦ Орфей
- ПАВЕЦ „Калин“

## Бъдеще на ПАВЕЦ
Нова концепция е да се използват вятърни турбини или слънчева енергия, поглъщайки големите колебания
на мощността от тези енергоизточници. Това прави ПАВЕЦ особено важни при изграждането на новата мрежа от
възобновяеми енергийни източници.